# Hiroki Mawatari
Hiroki Mawatari (馬渡 洋樹 Mawatari Hiroki?, Fukuoka, 16 de agosto de 1994) es un futbolista japonés que juega como guardameta en el Tokyo Verdy de la J1 League.

## Trayectoria

### Clubes
| Club                       | País  | Año       |
| -------------------------- | ----- | --------- |
| Ehime FC                   | Japón | 2017-2019 |
| Kawasaki Frontale (cedido) | Japón | 2019      |
| Kawasaki Frontale          | Japón | 2020      |
| Fagiano Okayama            | Japón | 2020-2022 |
| Shonan Bellmare (cedido)   | Japón | 2022      |
| Shonan Bellmare            | Japón | 2023-2024 |
| Tokyo Verdy                | Japón | 2025-     |